# Mantidactylus femoralis
Espèce
Synonymes
- Rana femoralis Boulenger, 1882
- Rana flavicrus Boulenger, 1889
- Mantidactylus catalai Angel, 1935
- Mantidactylus poissoni Angel, 1937

Statut de conservation UICN

 LC  : Préoccupation mineure
Mantidactylus femoralis est une espèce d'amphibiens de la famille des Mantellidae.

## Taxinomie
Selon Franco Andreone et Miguel Vences, ce taxon, très similaire à Mantidactylus mocquardi, pourrait représenter avec ce dernier un complexe d'au moins quatre espèces.

## Répartition

Aire de répartition de Mantidactylus femoralis.

Cette espèce est endémique de Madagascar. Son aire de répartition couvre un large territoire probablement dû à son statut taxonomique non encore clarifié. Elle est présente du niveau de la mer jusqu'à 2 500 m d'altitude,.

## Publications originales
- Angel, 1935 : Batraciens nouveaux de Madagascar récoltés par M. R. Catala. Bulletin de la Société Zoologique de France, vol. 60, p. 202-207.
- Angel, 1937 : Une grenouille nouvelle de Madagascar appartenant au genre Mantidactylus. Bulletin du Museum National d'Histoire Naturelle, sér. 2, vol. 10, p. 178-179.
- Boulenger, 1882 : Catalogue of the Batrachia Salientia s. Ecaudata in the collection of the British Museum, ed. 2, p. 1-503 (texte intégral).
- Boulenger, 1889 : Descriptions of new reptiles and batrachians from Madagascar. Annals and Magazine of Natural History, sér. 6, vol. 4, p. 244-248 (texte intégral).